# Jean de Garlande (théoricien de la musique)
Pour l’article homonyme, voir Jean de Garlande.
Jean de Garlande (Johannes de Garlandia ou Johannes Gallicus) (actif vers 1270) est un des principaux théoriciens de la musique de l'ars antiqua (aux côtés de Francon de Cologne). Il est principalement connu pour avoir écrit (ou en tout cas édité) le premier traité explorant la pratique de la notation du rythme, De mensurabili musica.

## Vie et problèmes d'identification
Jusqu'au milieu des années 1980, on croyait que Jean de Garlande vivait dans la première moitié du XIIIe siècle et avait écrit deux traités (De mensurabili musica et De plana musica), et était donc intimement connecté avec les compositeurs de l'école de Notre-Dame (au moins avec Pérotin). Néanmoins le lien entre ce nom et ces deux œuvres ne commencent réellement qu'après 1270 et il semblerait maintenant que ce Garlande soit le propriétaire d'une librairie à Paris, ce qui est attesté par des documents officiels entre 1296 et 1319. Il est donc probable qu'il a été l'éditeur des deux traités anonymes, qu'il les a clarifiés et transmis à la postérité, mais qu'il ne les a pas écrit.
Des sources parlant de Jean de Garlande à la fin du XIIIe siècle et au début du XIVe l'appellent magister, indiquant qu'il avait peut-être un emploi d'enseignant à l'université de Paris.

## Œuvres
De mensurabili musica, sans doute écrit autour de 1240, est le plus important traité des débuts de la notation rythmique, car c'est le premier qui propose une notation claire du rythme. Concrètement, il décrit une pratique déjà utilisée, connu sous le terme rythme modal, qui utilise les modes rythmiques. Dans ce système, les notes sur la page sont regroupées en groupes de valeurs rythmiques brèves et longues, en se basant sur le contexte. De mensurabili musica décrit six modes rythmiques.
On ne peut déterminer dans quel mesure le traité a été écrit par son premier auteur inconnu et dans quel mesure Garlande l'a complété, à l'exception des derniers chapitres qu'il a sans doute écrit intégralement.

### Éditions
- De Musica mensurabili, publié en facsimilé en 1969 par Erich Reimer : Jean de Garlande, De mensurabili musica 2 vols., Wiesbaden, Franz Steiner Verlag, 1972 (lire en ligne) (Texte complet : Volume 1 et Volume 2)
- Jean de Garlande, De Mensurabili Musica, University of Indiana, 1994 (1re éd. c. 1240) (lire en ligne) Il s'agit d'un résumé du traité De Musica mensurabili, copié par Jérôme de Moravie.
- De Plana Musica and Introductio Musice